# Divize D 2011/2012
V soubojích 47. ročníku Moravskoslezské divize D 2011/12 (jedna ze skupin 4. fotbalové ligy) se utkalo 16 týmů každý s každým dvoukolovým systémem podzim–jaro. Tento ročník začal v sobotu 6. srpna 2011 úvodními třemi zápasy 1. kola a skončil v neděli 17. června 2012 zbývajícími dvěma zápasy 29. kola (kompletní 30. kolo bylo předehráno již ve středu 9. května 2012).

## Nové týmy v sezoně 2011/12
- Z MSFL 2010/11 nesestoupilo do Divize D žádné mužstvo.
- Z Přeboru Jihomoravského kraje 2010/11 postoupilo vítězné mužstvo TJ Tatran Bohunice.[2]
- Z Přeboru Zlínského kraje 2010/11 postoupilo vítězné mužstvo FC Slovácká Sparta Spytihněv.[3]
- Z Přeboru Olomouckého kraje 2010/11 postoupilo vítězné mužstvo 1. FC Viktorie Přerov.[4]
- Z Přeboru Vysočiny 2010/11 postoupilo vítězné mužstvo TJ Slavoj TKZ Polná.[5]

## Kluby podle krajů
- Jihomoravský (6): TJ Tatran Bohunice, FC Sparta Brno, FC Dosta Bystrc-Kníničky, RSM Hodonín, TJ Sokol Tasovice, MFK Vyškov.
- Vysočina (6): FK Pelhřimov, TJ Slavoj TKZ Polná, HFK Třebíč, FC Velké Meziříčí, SFK Vrchovina, FC ŽĎAS Žďár nad Sázavou.
- Zlínský (3): TJ FS Napajedla, FC Viktoria Otrokovice, FC Slovácká Sparta Spytihněv.
- Olomoucký (1): 1. FC Viktorie Přerov.

## Konečná tabulka
Zdroje: 
| Poř. | Tým                              | Z  | V  | R  | P  | VG | OG | B  |
| ---- | -------------------------------- | -- | -- | -- | -- | -- | -- | -- |
| 1.   | FC ŽĎAS Žďár nad Sázavou         | 30 | 20 | 6  | 4  | 59 | 25 | 66 |
| 2.   | TJ FS Napajedla                  | 30 | 15 | 5  | 10 | 48 | 33 | 50 |
| 3.   | FC Dosta Bystrc-Kníničky         | 30 | 14 | 6  | 10 | 44 | 28 | 48 |
| 4.   | HFK Třebíč                       | 30 | 13 | 8  | 9  | 55 | 34 | 47 |
| 5.   | SFK Vrchovina                    | 30 | 13 | 7  | 10 | 34 | 38 | 46 |
| 6.   | FC Slovácká Sparta Spytihněv (N) | 30 | 13 | 4  | 13 | 43 | 56 | 43 |
| 7.   | TJ Sokol Tasovice                | 30 | 12 | 7  | 11 | 55 | 54 | 43 |
| 8.   | MFK Vyškov                       | 30 | 13 | 4  | 13 | 36 | 34 | 43 |
| 9.   | FK Pelhřimov                     | 30 | 11 | 8  | 11 | 40 | 41 | 41 |
| 10.  | TJ Slavoj TKZ Polná (N)          | 30 | 12 | 5  | 13 | 51 | 46 | 41 |
| 11.  | 1. FC Viktorie Přerov (N)        | 30 | 8  | 12 | 10 | 45 | 50 | 36 |
| 12.  | RSM Hodonín                      | 30 | 10 | 5  | 15 | 37 | 55 | 35 |
| 13.  | FC Velké Meziříčí                | 30 | 8  | 10 | 12 | 41 | 43 | 34 |
| 14.  | Tatran Brno-Bohunice (N)         | 30 | 9  | 7  | 14 | 49 | 56 | 34 |
| 15.  | FC Viktoria Otrokovice           | 30 | 9  | 7  | 14 | 33 | 48 | 34 |
| 16.  | FC Sparta Brno                   | 30 | 8  | 3  | 19 | 31 | 60 | 27 |

Poznámky:
- Z = Odehrané zápasy; V = Vítězství; R = Remízy; P = Prohry; VG = Vstřelené góly; OG = Obdržené góly; B = Body; (S) = Mužstvo sestoupivší z vyšší soutěže; (N) = Mužstvo postoupivší z nižší soutěže (nováček)
- O pořadí na 6. až 8. místě rozhodla minitabulka vzájemných zápasů.[6]
- O pořadí na 9. a 10. místě rozhodla bilance vzájemných zápasů: Pelhřimov - Polná 2:2, Polná - Pelhřimov 1:4[6]
- O pořadí na 13. až 15. místě rozhodla minitabulka vzájemných zápasů.[6]

|  | Postup do MSFL 2012/13                         |
|  | Přechod do Divize E 2012/13                    |
|  | Sestup do Přeboru Jihomoravského kraje 2012/13 |